# Emmanuel Héré de Corny
Emmanuel Héré de Corny (Nancy, 1705 – Lunéville, 1763) è stato un architetto francese.

## Biografia
Fu al servizio di Stanisław Leszczyński a Nancy; a lui si deve il riassetto urbanistico della città. Occupatosene dal 1753, concepì un centro direzionale  formato da tre piazze (allora chiamate Place de la Carrière, Place Royale e Place Saint-Stanislas).
Fu molto attivo presso i castelli di Tinville, di Jolivet, di Malgrange, di Commercy, nel parco di Lunéville, alle chiese di Nôtre Dame de Bonsecours di Nancy e di San Remy a Lunéville.